# کوشچینو
کوشچینو (انگلیسی: Kushchino) یک شهرک در بخش آلکسیفسکی استان بلگورود کشور روسیه است.